# Miriam García
Miriam Vanessa García Muñoz (* 14. Februar 1998 in Guadalajara, Jalisco), in der Regel als Miriam García bezeichnet, ist eine mexikanische Fußballspielerin auf der Position einer Verteidigerin.

## Leben
Miriam García begann ihre Laufbahn bei Einführung der Liga MX Femenil bei ihrem Heimatverein Chivas Femenil und gewann mit der Mannschaft das Eröffnungsturnier in der Apertura 2017. Während des von ihr stark gespielten Turniers wurde García in die „Beste Mannschaft der Spielzeit“ gewählt und in die mexikanische U-20-Frauenfußballnationalmannschaft berufen, für die sie 2018 alle Spiele bei der CONCACAF U-20-Meisterschaft der Frauen in voller Länge bestritt. Als Abwehrchefin verlieh sie der Hintermannschaft die nötige Stabilität, so dass die Mexikanerinnen nur 4 Gegentore kassierten und erstmals das Turnier gewannen. Für ihre herausragende Leistung wurde García zur besten Spielerin des Turniers gewählt und mit dem „Goldenen Ball“ ausgezeichnet. Sie nahm auch an der U-20-Fußball-Weltmeisterschaft der Frauen 2018 teil, bei der sie alle 3 Spiele der nach der Vorrunde ausscheidenden Mexikanerinnen bestritten hatte.
2021 wechselte García zu den Tigres Femenil, bei denen sie sich jedoch nicht durchsetzen konnte. Daher unterschrieb sie anderthalb Jahre später bei den Bravas de Juárez, bei denen sie während der Apertura 2023 unter Vertrag stand.

## Erfolge

### Verein
- Mexikanische Frauenfußballmeisterin: Apertura 2017

### Nationalmannschaft
- Siegerin der CONCACAF U-20-Meisterschaft der Frauen: 2018

### Persönlich
- Gewinnerin des „Balón de Oro“ bei der CONCACAF U-20-Meisterschaft der Frauen: 2018